# Камбья (волость, 2017)
Ка́мбья (эст. Kambja vald) — волость в Эстонии в составе уезда Тартумаа. Образована в 2017 году. Административный центр — посёлок Юленурме.

## География

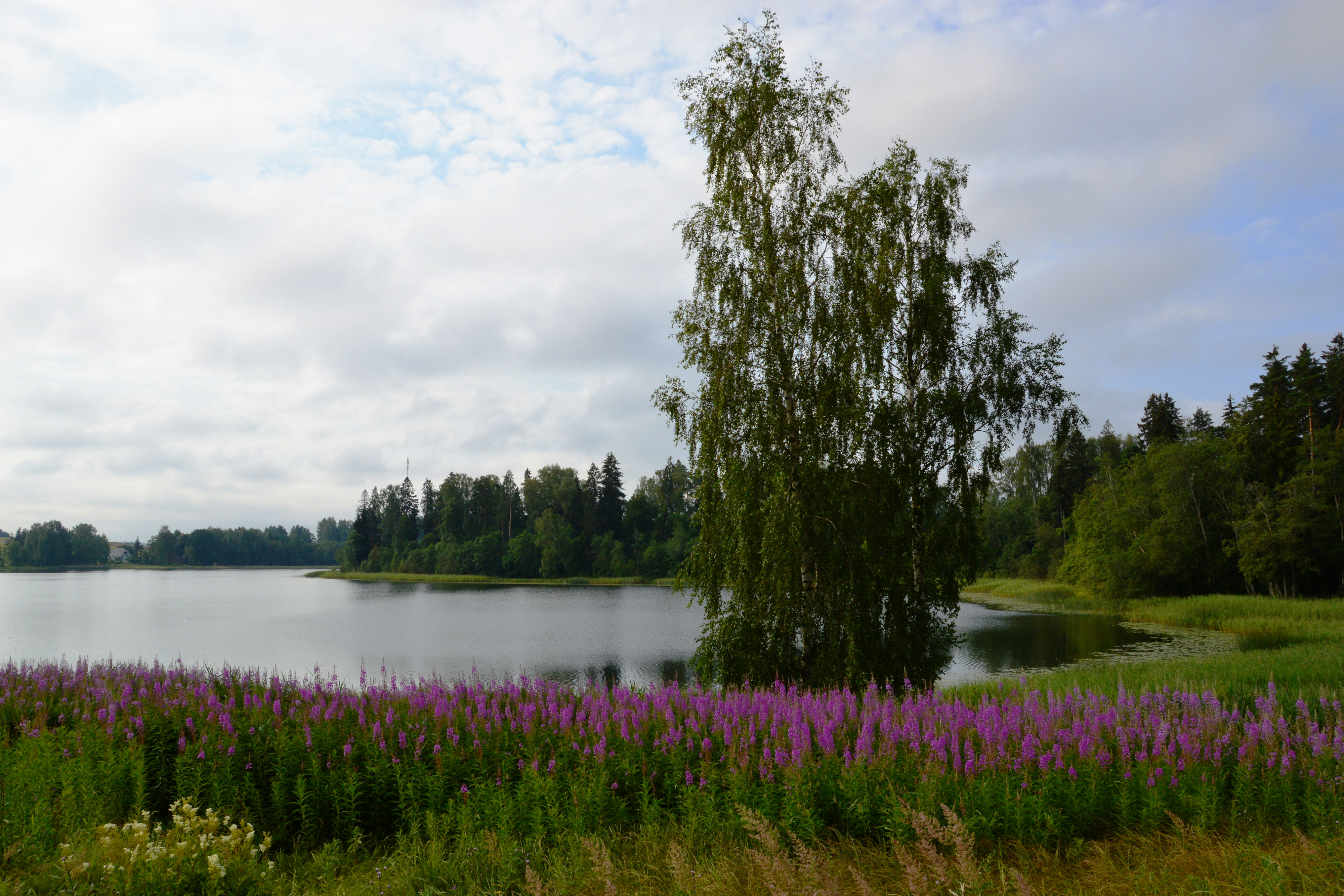
Озеро Пангоди

Расположена в южной части Тартумаа. Граничит с муниципалитетом Тарту, волостями Ныо, Кастре, Луунья, Отепя, Пылва и Канепи.
Богата озёрами, крупнейшие из которых Пангоди, Кивиярв, Матсиярв. Самые большие реки волости: Порийыги, Пеэда и Татра.
На территории волости находятся несколько природоохранных областей и объектов: природный парк Пангоди, парк мызы Сууре-Камбья, парк мызы Вана-Куусте, парк мызы Юленурме, места произрастания камнеломки болотной, медуницы узколистной, орхидей и др., а также 3 области природоохранной сети Натура 2000.
Площадь волости —  275,16 км², плотность населения на 1 января 2024 года составила 52,07 чел/км².
Полезные ископаемые: щебень, песок.

## История
Волость Камбья была основана 21 октября 2017 года в результате административно-территориальной реформы путём слияния волостей Камбья и Юленурме. Административный центр волости — посёлок Юленурме, центр административных услуг также есть в посёлке Камбья.
6 апреля 2018 года волостной совет Камбья представил правительству Республики ходатайство об изменении названия волости на Юленурме, поскольку 68 % участвовавших в опросе жителей проголосовали за это, однако правительство приняло решение оставить название Камбья.
Историческое русское название волости Камбья во времена Российской империи — Камбийская волость, Велико-Камбийская волость (нем. Groß-Kamby, Gemeinde).

## Символика
После проведения конкурса идей о символике новой волости были приняты проекты герба и флага, которые отправлены на одобрение в Госканцелярию ЭР.
Герб: в разделённом серебристой волнистой линией сине-зелёном геральдическом щите (I) логотип Эстонской авиационной академии и (II) камертон.

Флаг: изображение на полотнище флага аналогично изображению на гербе, его нормальный размер 105×165 см, соотношение ширины и длины 7:11.
Логотип Эстонской авиационной академии (стилизованное изображение самолёта-ласточки) символизирует тесную и своеобразную связь волости с лётным делом. Камертон символизирует историческую связь волости с хоровым пением, поскольку в Камбья появилась первая эстонская хоровая песня. Волнистая разделительная линия отсылает к проходящей через волость реке Порийыги, которая впадает в Эмайыги. Синий цвет символизирует небо, зелёный — природу и сельскохозяйственные угодья.

## Населённые пункты
В составе волости 5 посёлков и 40 деревень.

Посёлки: Камбья, Кюлитсе, Ряни, Тырванди, Юленурме.

Деревни: Аакару, Вана-Куусте, Вируласе, Виснапуу, Ивасте, Каатси, Каванду, Каммери, Кодиярве, Куллага, Кырккюла, Лаане, Лалли, Лемматси, Лепику, Ляти, Мадизе, Мяэкюла, Оомисте, Паали, Палумяэ, Пангоди, Пулли, Пюхи, Раанитса, Ребасе, Реола, Реоласоо, Рийвику, Сипе, Сирваку, Сойнасте, Соосилла, Сулу, Сууре-Камбья, Талвикесе, Татра, Тясвере, Ухти, Ыссу.

## Демография по данным Регистра народонаселения
Расположение волости Камбья на границе с муниципалитетом Тарту является причиной урбанизации его пригородов, что в свою очередь ведёт к росту численности населения волости. Сальдо миграции и естественный прирост населения в последние годы стабильно положительные, этому способствуют въезд в волость молодых семей и людей работоспособного возраста и активное жилищное строительство. Красивая природа малонаселённых районов волости и их приватность и вместе с тем близость к Тарту способствуют их постепенному заселению.
Численность населения волости на 1 января каждого года (Регистр народонаселения):
| Год  | 2009 | 2010   | 2012   | 2013   | 2014   | 2015   | 2016     | 2018     | 2019     | 2020     |
| ---- | ---- | ------ | ------ | ------ | ------ | ------ | -------- | -------- | -------- | -------- |
| Чел. | 8263 | ↗ 8467 | ↗ 8756 | ↗ 8965 | ↗ 9274 | ↗ 9599 | ↗ 10 286 | ↗ 10 514 | ↗ 11 363 | ↗ 11 489 |

## Данные Департамента статистики
Данные Департамента статистики Эстонии о волости Камбья:

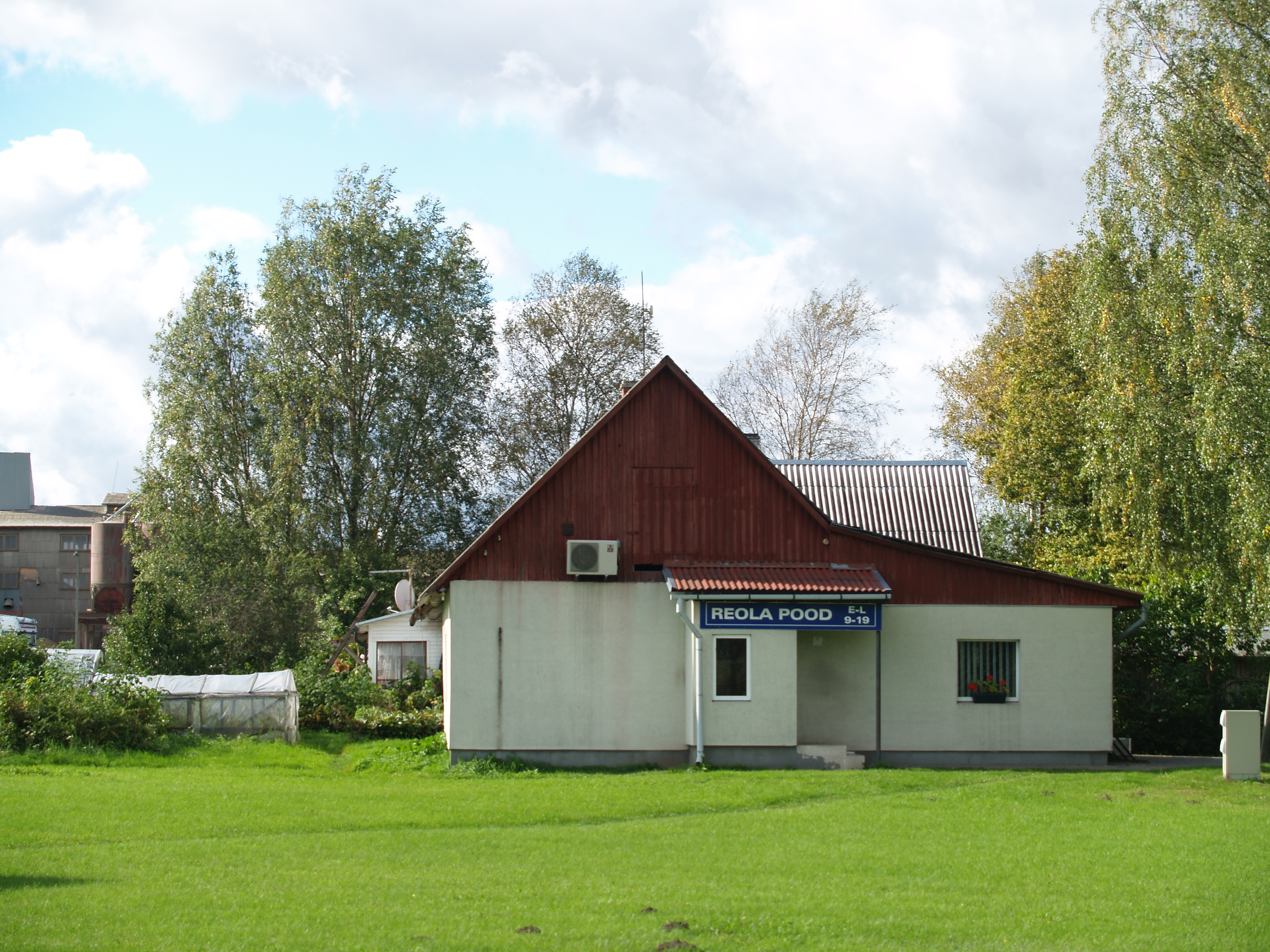
Магазин в деревне Реола

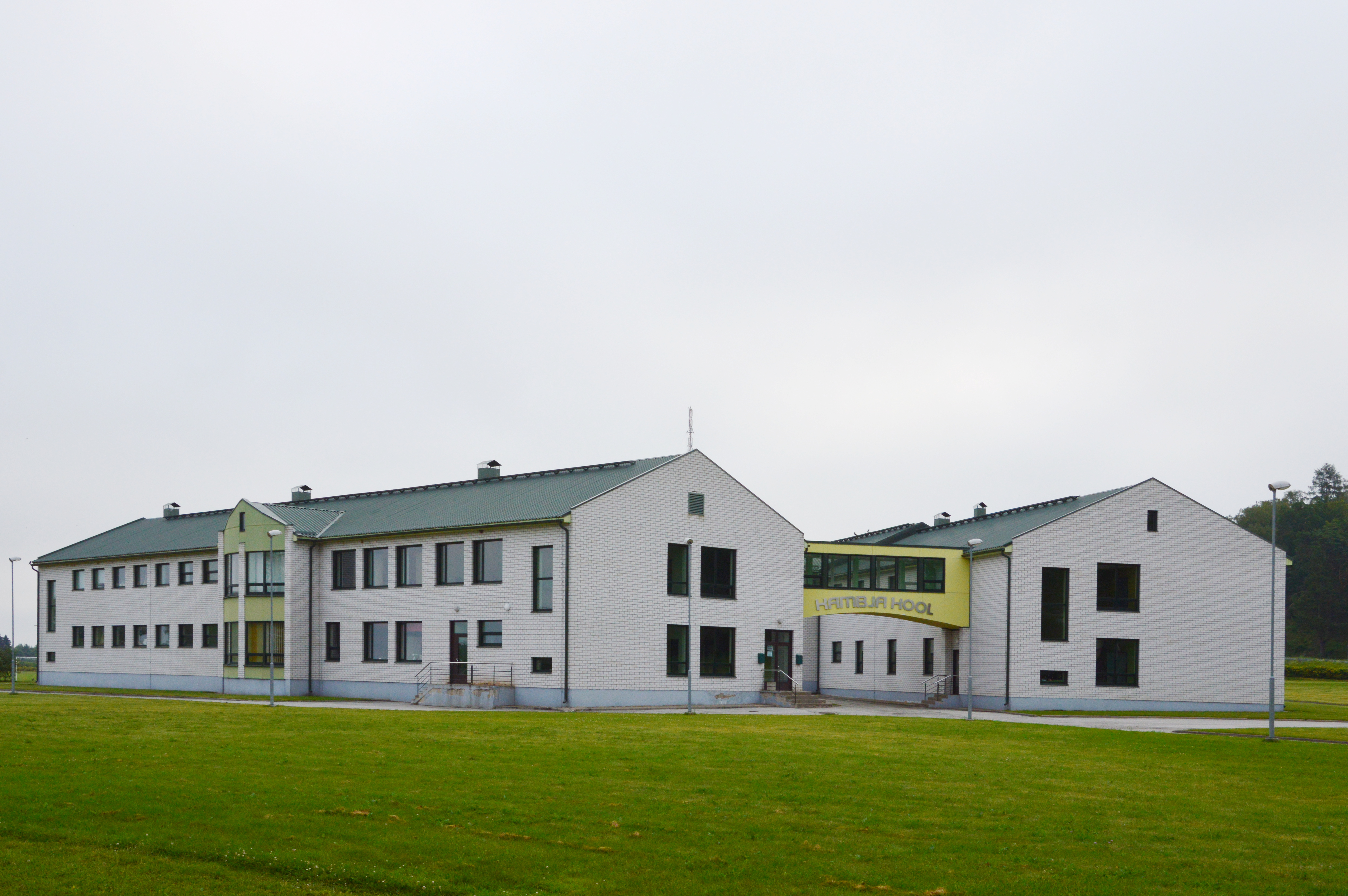
Школа Камбья

Число жителей на 1 января каждого года:
| Год     | 2016 | 2017   | 2018     | 2019     | 2020     | 2021     | 2022     | 2023     | 2024     |
| ------- | ---- | ------ | -------- | -------- | -------- | -------- | -------- | -------- | -------- |
| Человек | 9666 | ↗ 9937 | ↗ 10 409 | ↗ 11 012 | ↗ 11 477 | ↗ 12 089 | ↗ 12 858 | ↗ 13 705 | ↗ 14 319 |

Число рождений (живорождённых):
| Год  | 2015 | 2016  | 2017  | 2018  | 2019  | 2020  | 2021  | 2022  | 2023  |
| ---- | ---- | ----- | ----- | ----- | ----- | ----- | ----- | ----- | ----- |
| Чел. | 95   | ↗ 142 | ↗ 165 | ↗ 190 | ↗ 204 | ↘ 199 | ↗ 207 | ↘ 181 | ↘ 171 |

Число умерших:
| Год  | 2015 | 2016 | 2017 | 2018 | 2019 | 2020 | 2021 | 2022 | 2023 |
| ---- | ---- | ---- | ---- | ---- | ---- | ---- | ---- | ---- | ---- |
| Чел. | 62   | ↗ 66 | ↘ 58 | ↗ 67 | ↗ 75 | ↗ 96 | ↘ 86 | → 86 | ↘ 79 |

Зарегистрированные безработные:
| Год  | 2016 | 2017  | 2018  | 2019  | 2021  |
| ---- | ---- | ----- | ----- | ----- | ----- |
| Чел. | 157  | ↗ 181 | ↗ 211 | ↘ 204 | ↗ 270 |

Средняя брутто-зарплата работника:
| Год  | 2016 | 2017   | 2018   | 2019   | 2020   | 2021   | 2022   |
| ---- | ---- | ------ | ------ | ------ | ------ | ------ | ------ |
| Евро | 1158 | ↗ 1237 | ↗ 1321 | ↗ 1421 | ↗ 1488 | ↗ 1595 | ↗ 1732 |

В 2019 году волость Камбья занимала 12 место по величине средней брутто-зарплаты среди 79 муниципалитетов Эстонии.
Число учеников в школах:
| Год  | 2015 | 2016   | 2017   | 2018   | 2019   | 2020   | 2021   | 2022   | 2023   | 2024   |
| ---- | ---- | ------ | ------ | ------ | ------ | ------ | ------ | ------ | ------ | ------ |
| Чел. | 1141 | ↗ 1167 | ↗ 1243 | ↗ 1314 | ↗ 1361 | ↗ 1416 | ↗ 1496 | ↗ 1608 | ↗ 1647 | ↗ 1738 |

## Инфраструктура

### Образование
По состоянию на начало 2019 года в волости работали 4 муниципальных детских сада. В качестве основной школы-детсада действует школа в Куусте. В волости 4 муниципальных школы: Основная школа Камбья, Школа Куусте, Начальная школа Унипиха и Гимназия Юленурме. Гимназическое образование ученики волости также могут получить в Городской гимназии Тарту.
На территории волости расположены 2 государственные школы: Школа Каммери для детей с особыми потребностями и высшая прикладная школа — Эстонская авиационная академия. В Юленурме работает музыкальная школа. Обучение в ней длится 7 лет, к которым добавляется подготовительный класс и дополнительная ступень обучения.

### Медицина и социальное обеспечение
В 2009 году в посёлке Камбья был построен центр здоровья, который предлагает различные медицинские услуги: врачебную помощь первого уровня (семейный врач, семейная медсестра), зуболечение, реабилитационные услуги, психологическое консультирование и массаж. В здании центра также работают аптека и почтовая контора. Услуги врачей-специалистов и стационарное лечение можно получить в Тарту.
По состоянию на 30 апреля 2018 года в волости проживали 1 262 лица пенсионного возраста. Степень инвалидности назначена 1 158 лицам, в том числе 132 детям. На открытом попечении находится 21 человек, в волостном  доме престарелых проживает 14 человек. В деревне Вируласе работает Дом по уходу «Аарике» на 55 мест. В Доме Кодиярве предлагаются услуги взрослым лицам с психическими отклонениями. В 2013 году в Кодиярве для них были построены 5 новых семейных домов, куда из главного здания бывшей мызы Кодиярве переехали все клиенты.

### Культура, досуг и спорт
Работает 5 волостных библиотек, в четырёх из которых есть Интернет-пункт или зона бесплатного wi-fi.
Согласно эстонскому законодательству молодёжная работа охватывает лиц с 7 до 26 лет включительно. Деятельность по интересам предлагают молодёжные центры в Камбья, Тырванди и Юленурме. В них работают кружки шитья, робототехники, поварского искусства, шахматный, пения, индивидуальное обучение игре на гитаре и другие. В деревне Ухти действует Дом культуры Реола. Изначально это была контора-клуб колхоза «Кюльвая», построенная в начале 1960-х годов. Танцевальный зал на первом этаже имеет площадь 200 м2 и вмещает 150 человек. Действуют следующие кружки и группы по интересам: смешанная группа Реола, смешанная группа Ухти, женская группа, молодёжная театральная группа, кружок шитья для взрослых, женский ансамбль “So-Le”, музыкальная студия, мужской хор и др. Культурный центр Камбья одновременно является школьным залом площадью 315,8 м2 на 300 мест. В центре работают: женский кружок народного танца “Vikertiimer”, женский ансамбль “Lüüra”, хор “Läte”, драматический кружок “Püünelind”; для детей: кружок эстрадного танца, кружок show-танца, кино-кружок и диско-кружок.
Основные спортивные сооружения волости находятся в посёлках Камбья, Тырванди и Юленурме; имеются 7 спортзалов, площадка для игры в теннис и мяч.
Озеро Пангоди является популярным местом отдыха уже многие годы. На его берегах оборудованы площадки для отдыха, а при них — походные тропы. С целью организации досуга в волости создано множество общественных объединений.

### Транспорт
По состоянию на начало 2018 года в Регистре дорог были зарегистрированы 272 187 метров внутриволостных шоссе и 56 547 метров улиц. По территории волости проходит 14 государственных шоссе, важнейшими из которых являются шоссе Таллин—Тарту—Выру—Лухамаа, Йыхви—Тарту—Валга и Тарту—Вильянди—Килинги-Нымме. На территории волости расположен Тартуский аэродром. Через волость проходят 2 железнодорожные линии: Тарту—Валга и Тарту—Орава.

### Жилая среда
По состоянию на август 2018 года в волости насчитывалось 3082частных дома, 133 многоквартирных дома, 59 рядных домов и 63 парных дома. Строительство рядных и парных домов стало популярным в 2016 году. В волости имеется 60 муниципальных квартир.
Центральное водоснабжение и канализация есть в посёлках Камбья, Тырванди и Юленурме, в регионе деревень Вана-Куусте и Ребасе, в жилом квартале деревни Ухти, в промышленной зоне деревни Реола, в районе этажных домов посёлка Ряни и деревни Ыссу. Системы центрального отопления есть в посёлках Камбья, Тырванди и Юленурме.
По данным Департамента полиции за 2015 год, уровень преступности в обоих муниципалитетах, образовавших новую волость, был значительно ниже среднего по Эстонии. Во многих районах имеется соседский дозор. В волости действуют две команды Спасательного департамента, а также две добровольные спасательные дружины.

## Экономика
Для волости характерно малое предпринимательство. Основные сферы деятельности: авторемонт, транспортные услуги, строительство, лесозаготовка, деревообработка. Близость Тарту и хорошее транспортное сообщение с ним позволяет многим жителям волости работать в уездном центре.

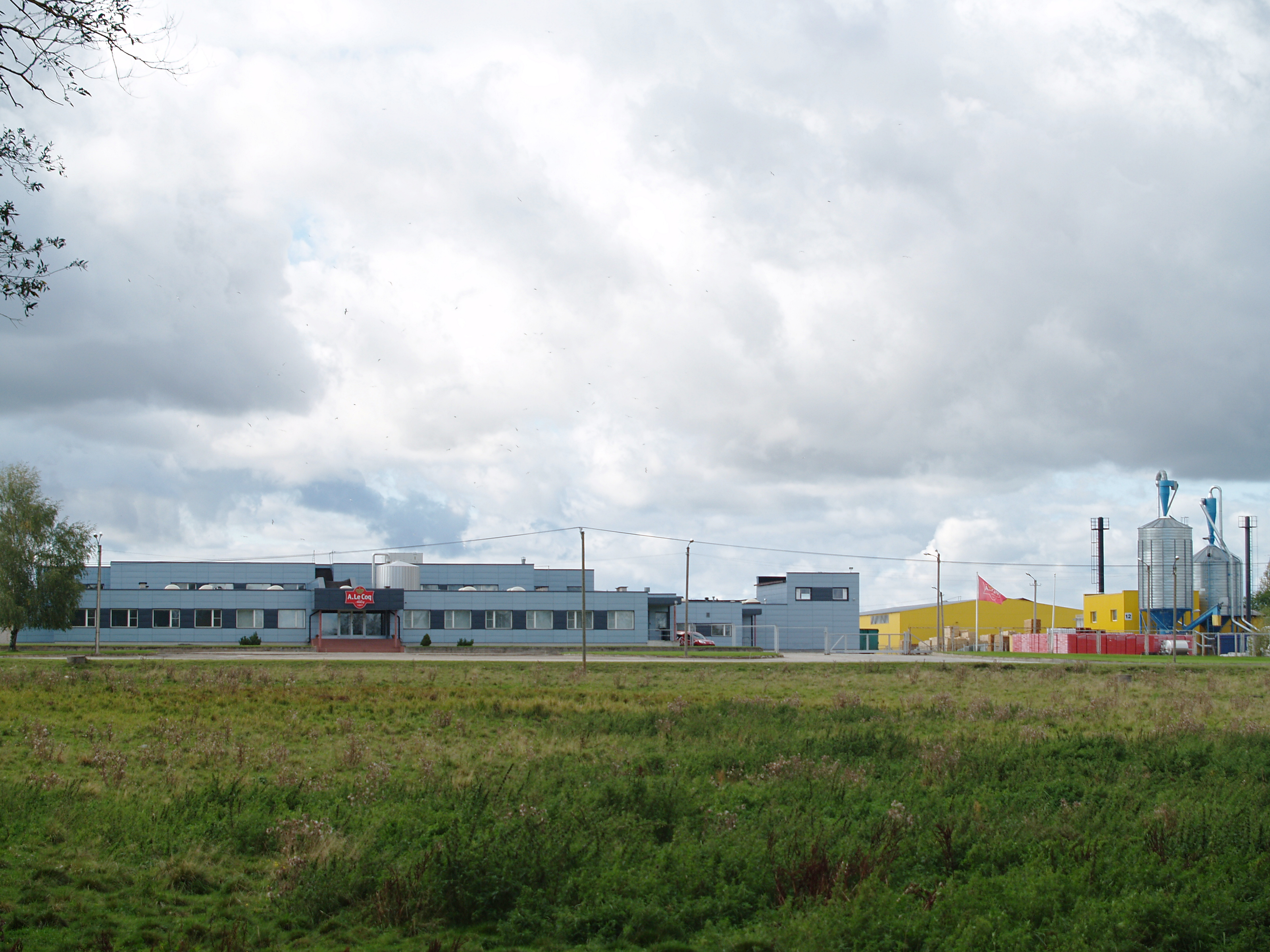
Производственные здания предприятия
«A. Le Coq» в деревне Реола

Крупнейшие работодатели волости по состоянию на 31 марта 2020 года:
| Предприятие/организация     | Вид деятельности                                    | Численность работников |
| --------------------------- | --------------------------------------------------- | ---------------------- |
| Ülenurme Gümnaasium         | Гимназия Юленурме                                   | 87                     |
| Kambja Vallavalitsus        | Волостная управа; орган государственного управления | 78                     |
| Mammut Element OÜ           | Производство строительных изделий из бетона         | 46                     |
| Kambja Lasteaed Mesimumm    | Детский сад «Месимумм»                              | 46                     |
| Ülenurme Lasteaed Nurmepesa | Детский сад «Нурмепеса»                             | 39                     |
| Kambja Põhikool             | Основная школа Камбья                               | 37                     |
| Ülenurme Muusikakool        | Музыкальная школа Юленурме                          | 35                     |

## Достопримечательности
Памятники культуры:
- церковь Святого Мартина в Камбья

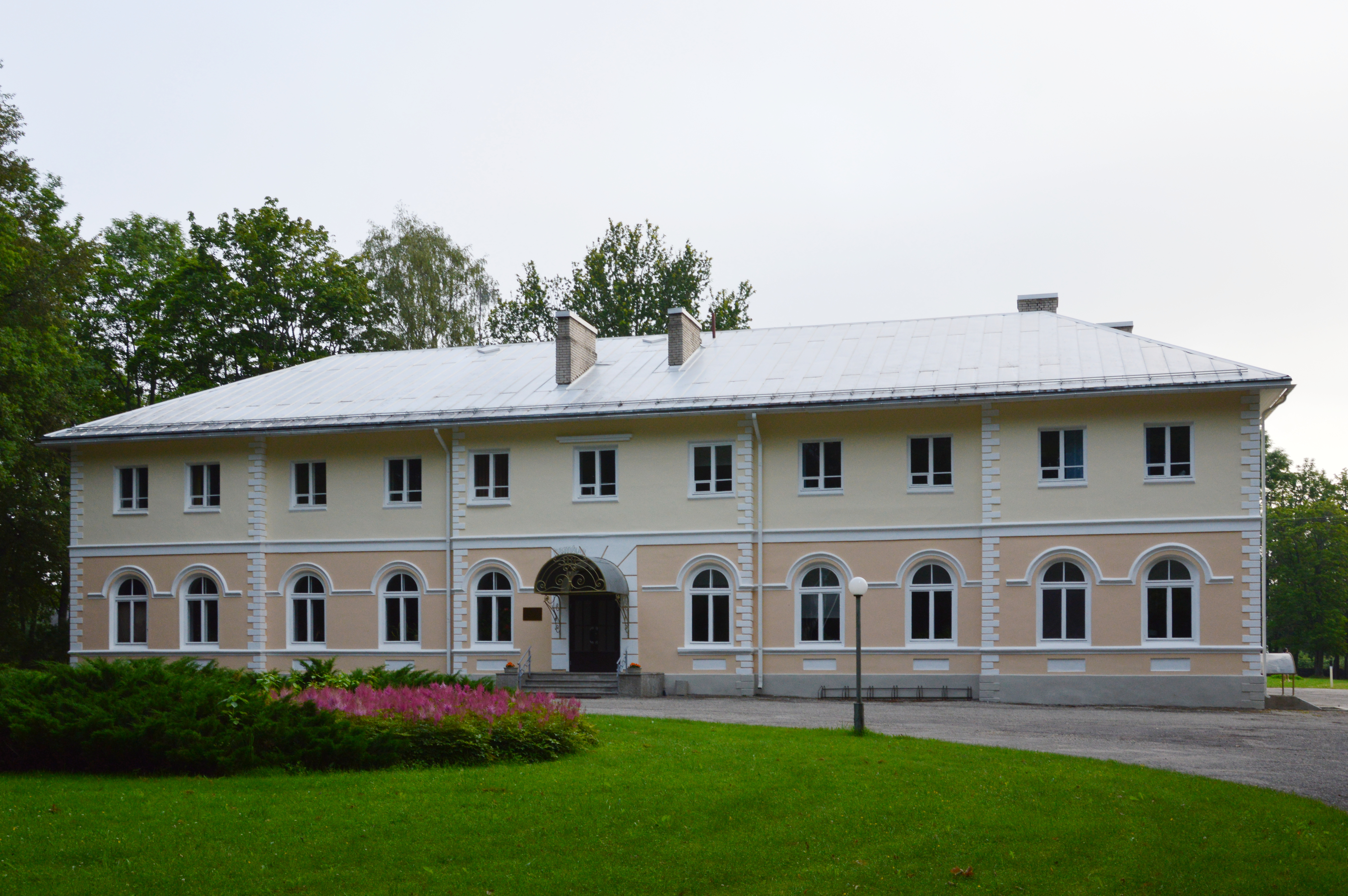
Главное здание мызы Ней-Камби (Вастсе-Камбья)

Одна из крупнейших сельских церквей Южной Эстонии. Первоначальная церковь возведена во второй половине 15-го столетия, в течение разных войн была многократно разрушена, восстанавливалась и расширялась. Сгорела в 1944 году, восстановлена в 1990-х годах;
- мыза Альт-Кустхоф (Вана-Куусте)

Впервые упоминается в 1521 году. Главное здание мызы построено предположительно в конце 18-го столетия и является примечательным образцом господского особняка в стиле раннего классицизма в регионе. В 1834-1839 годах в нём работало первое высшее сельскохозяйственное учебно-исследовательское учреждение Российской империи;
Другие достопримечательности:
- мыза Ней-Камби (Вастсе-Камбья)

Отделена от мызы Грос-Камби (Сууре-Камбья) в XVII веке. Принадлежала дворянским семействам Штакельбергов, Ренненкампфов, Витте. С 1868 года и до национализации в 1919 году ею владели Гернхардты. В настоящее время в главном здании мызы располагается волостная управа.
- мыза Улленорм (Юленурме)

Основана в начале XVII столетия. Главное здание в стиле историзма построено в 1850–1870 годах. На мызе (в главном здании и вспомогательных постройках) работает Эстонский сельскохозяйственный музей.

## Галерея

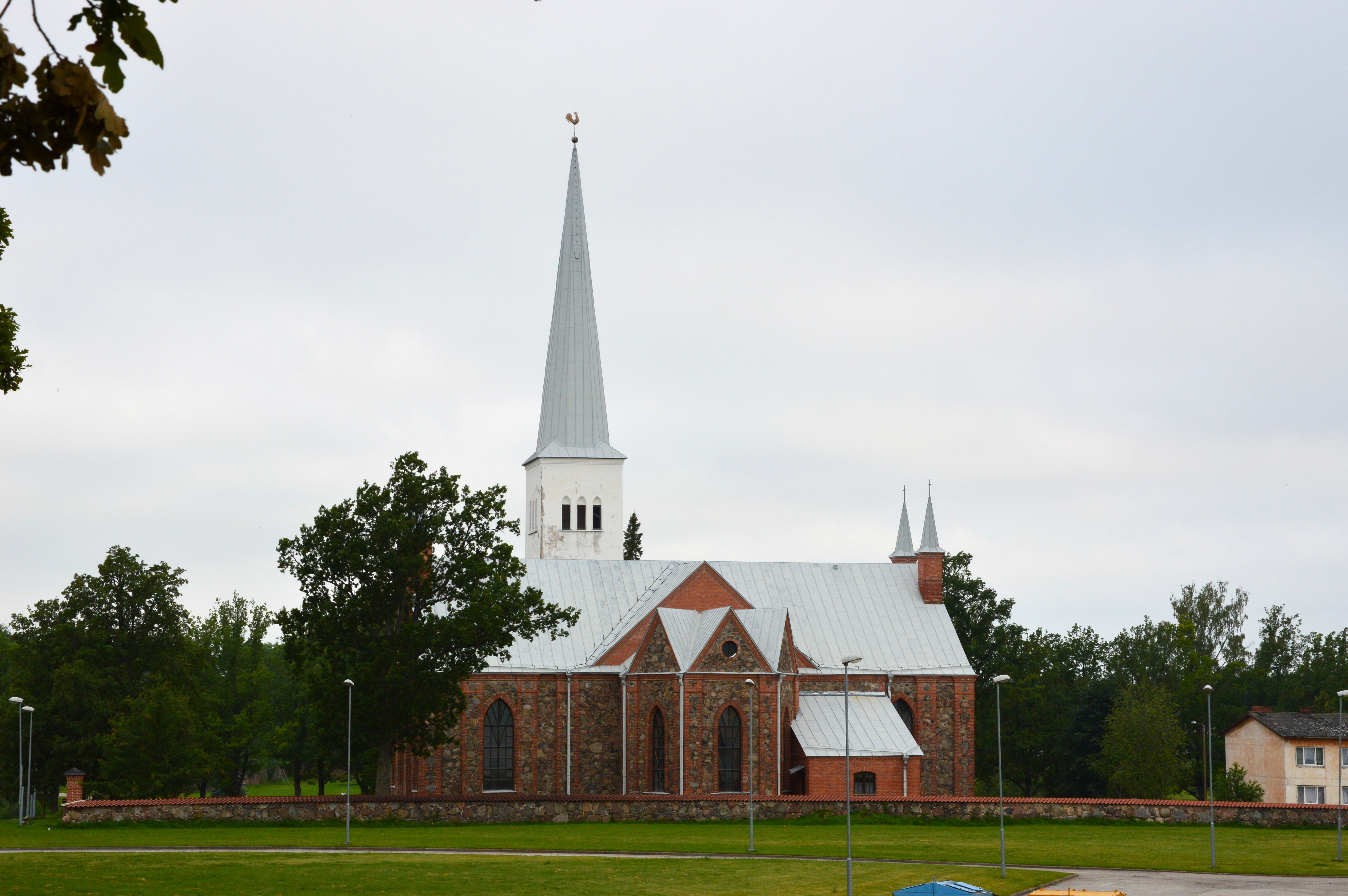
Церковь Камбья
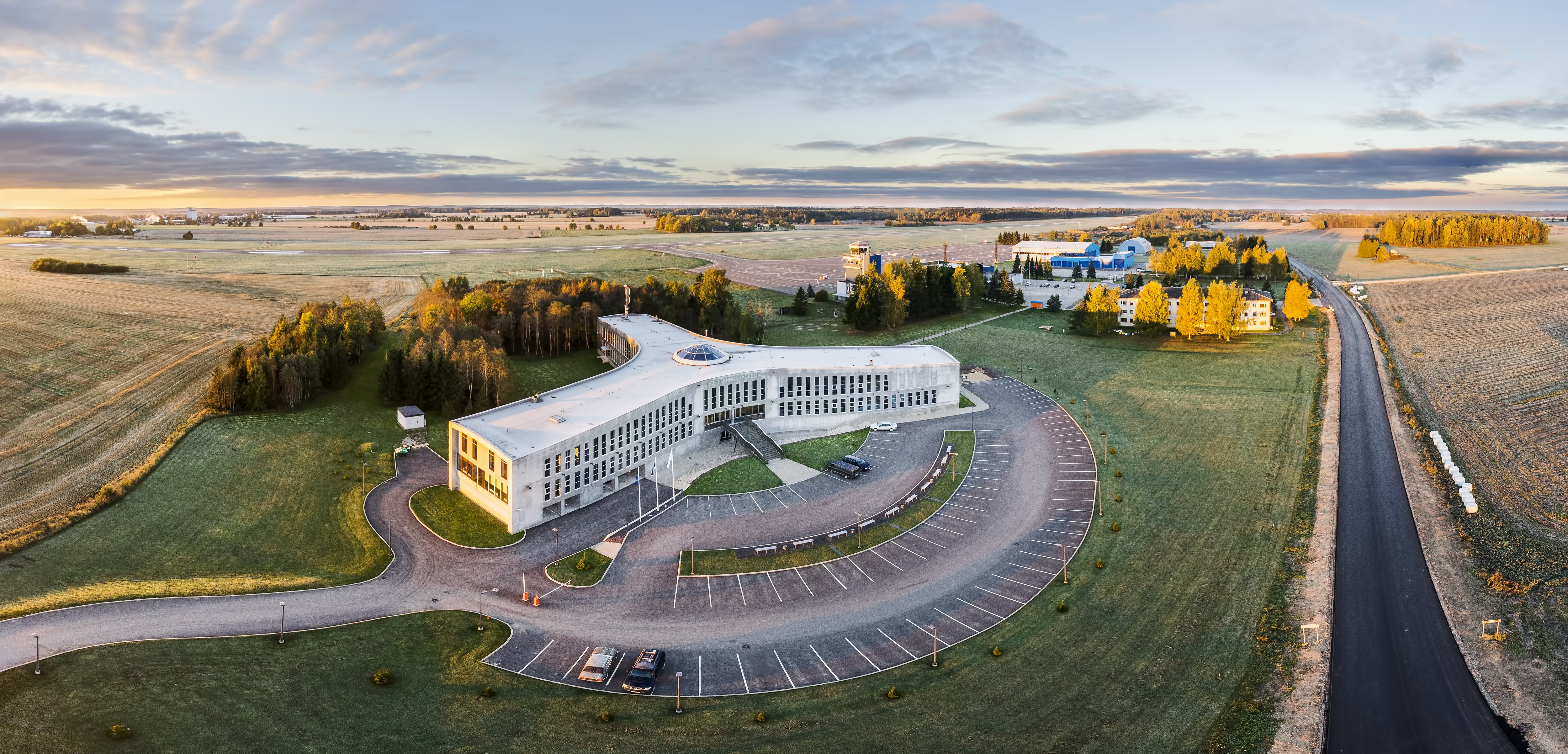
Эстонская авиационная академия
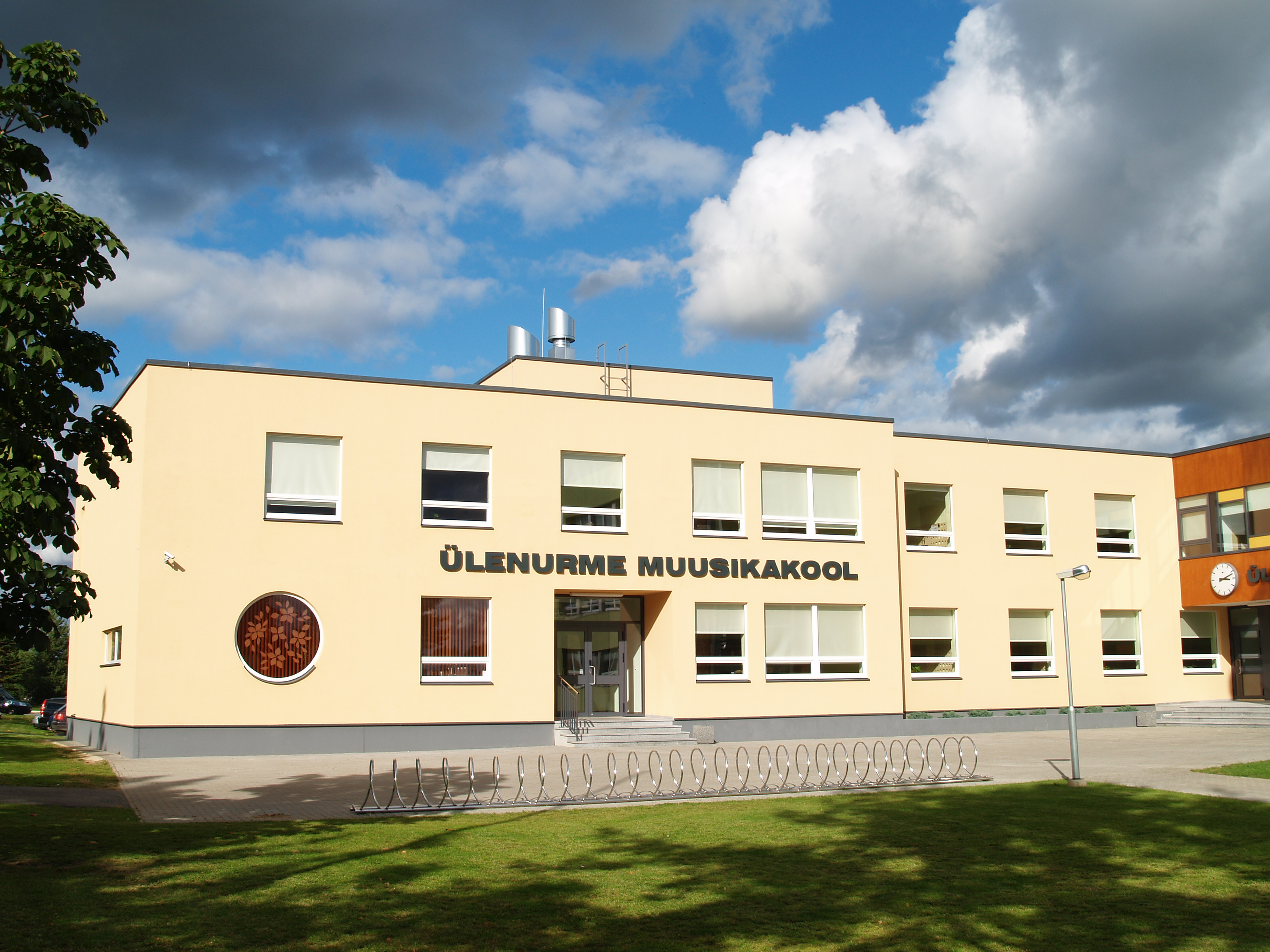
Музыкальная школа Юленурме
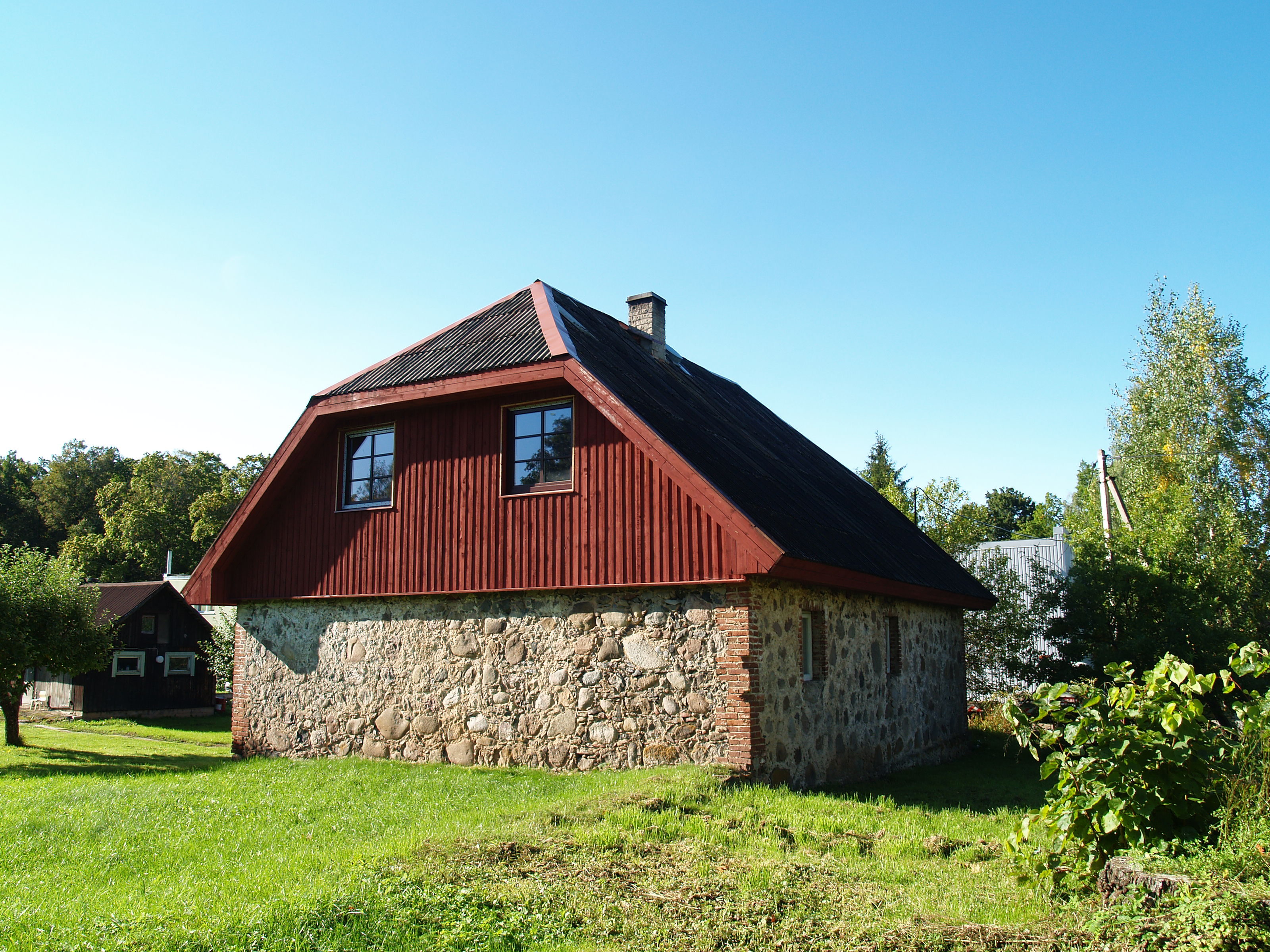
Судебный дом в Вана-Куусте, памятник культуры
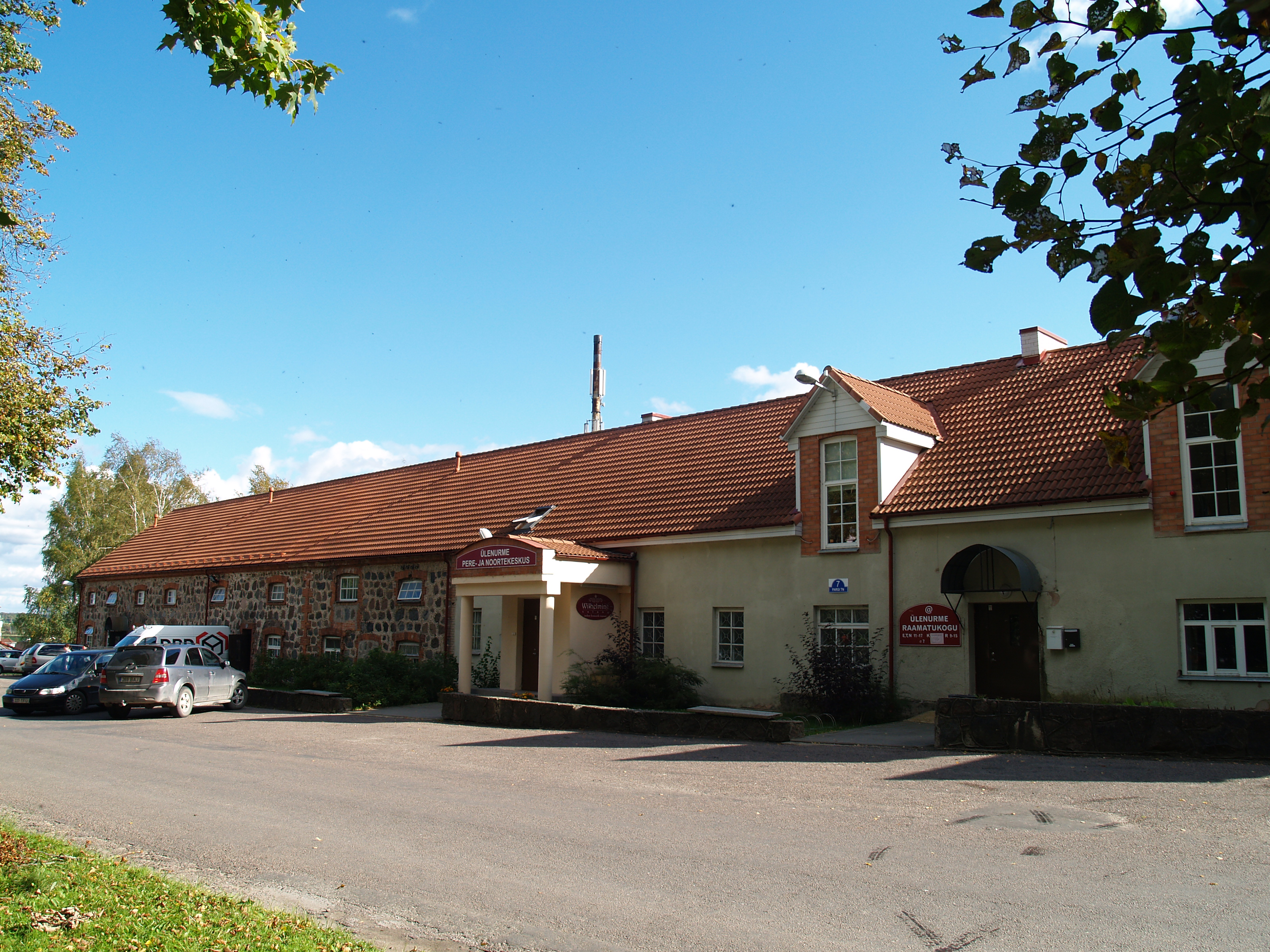
Семейно-молодёжный центр и библиотека Юленурме
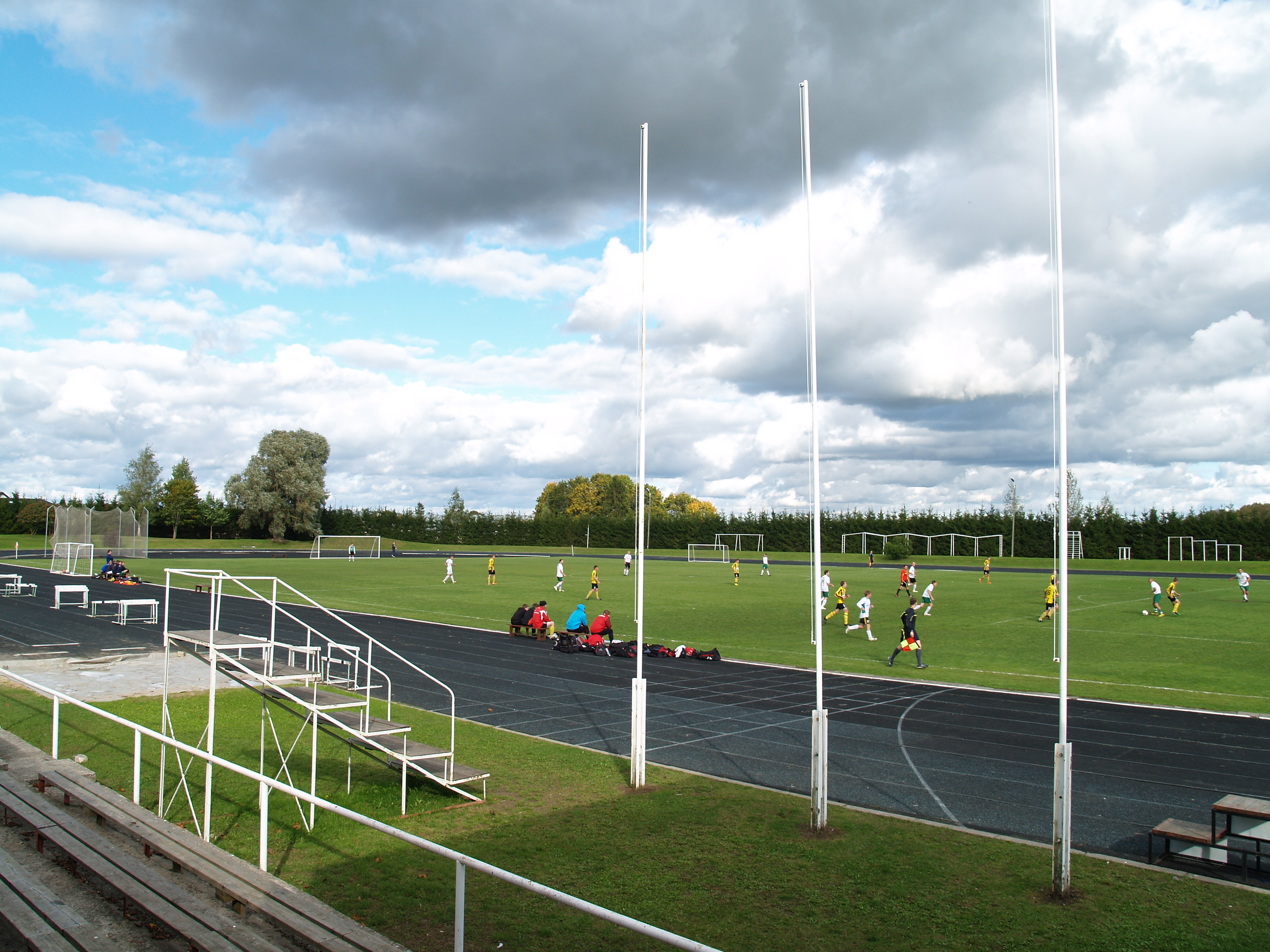
Стадион в посёлке Юленурме
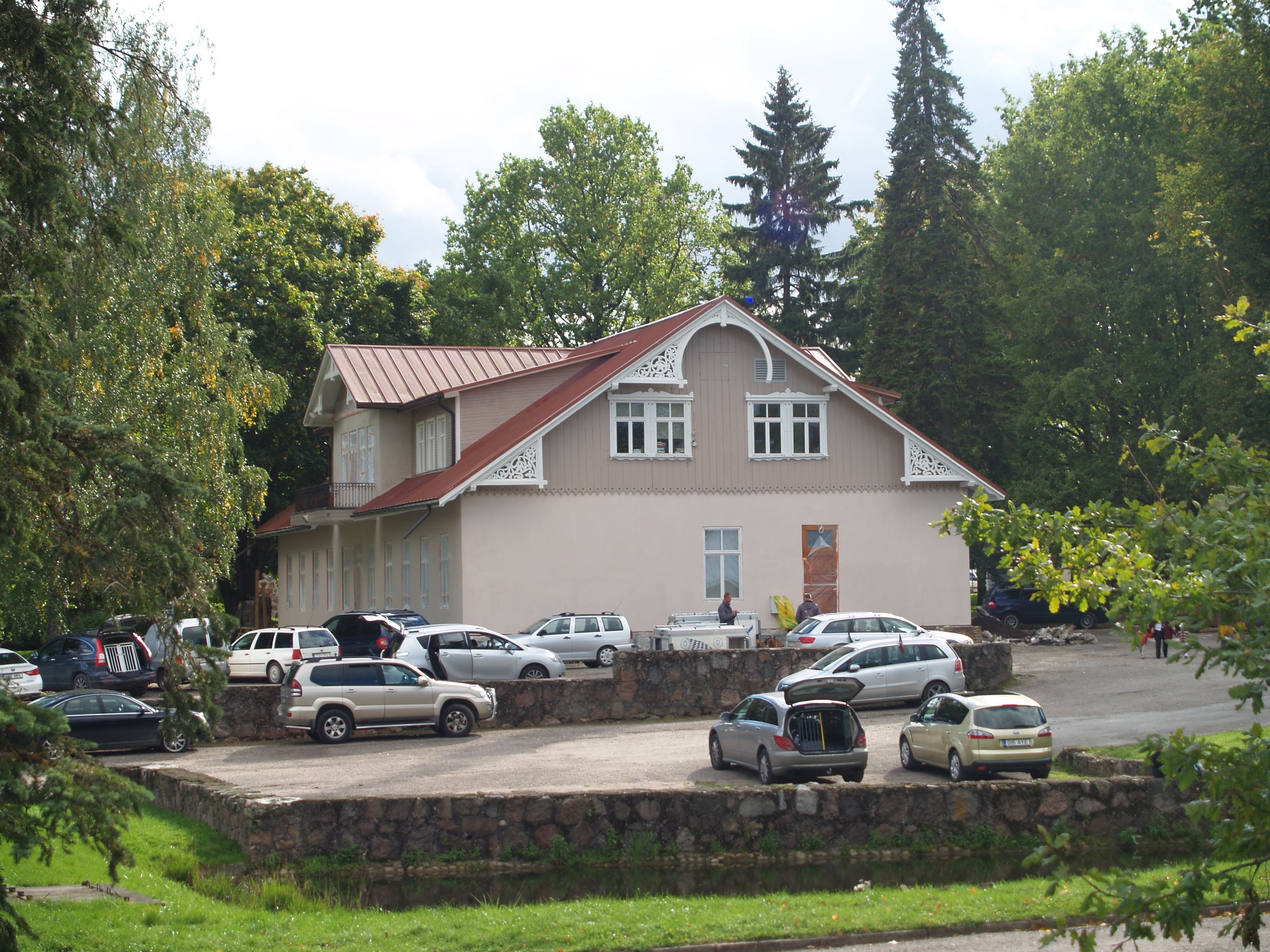
Эстонский сельскохозяйственный музей (бывшая мыза Улленорм (Юленурме))
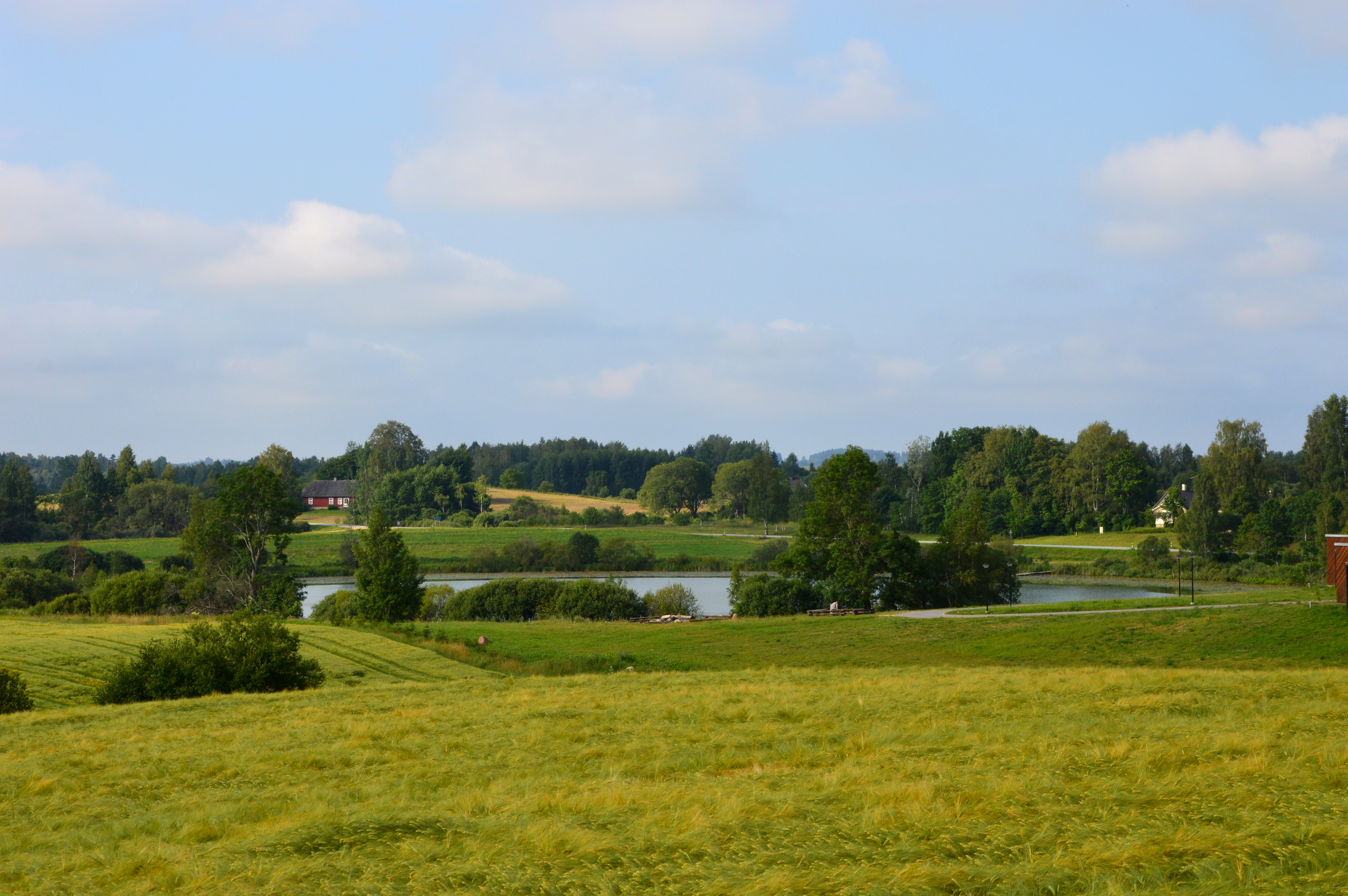
Деревня Кодиярве
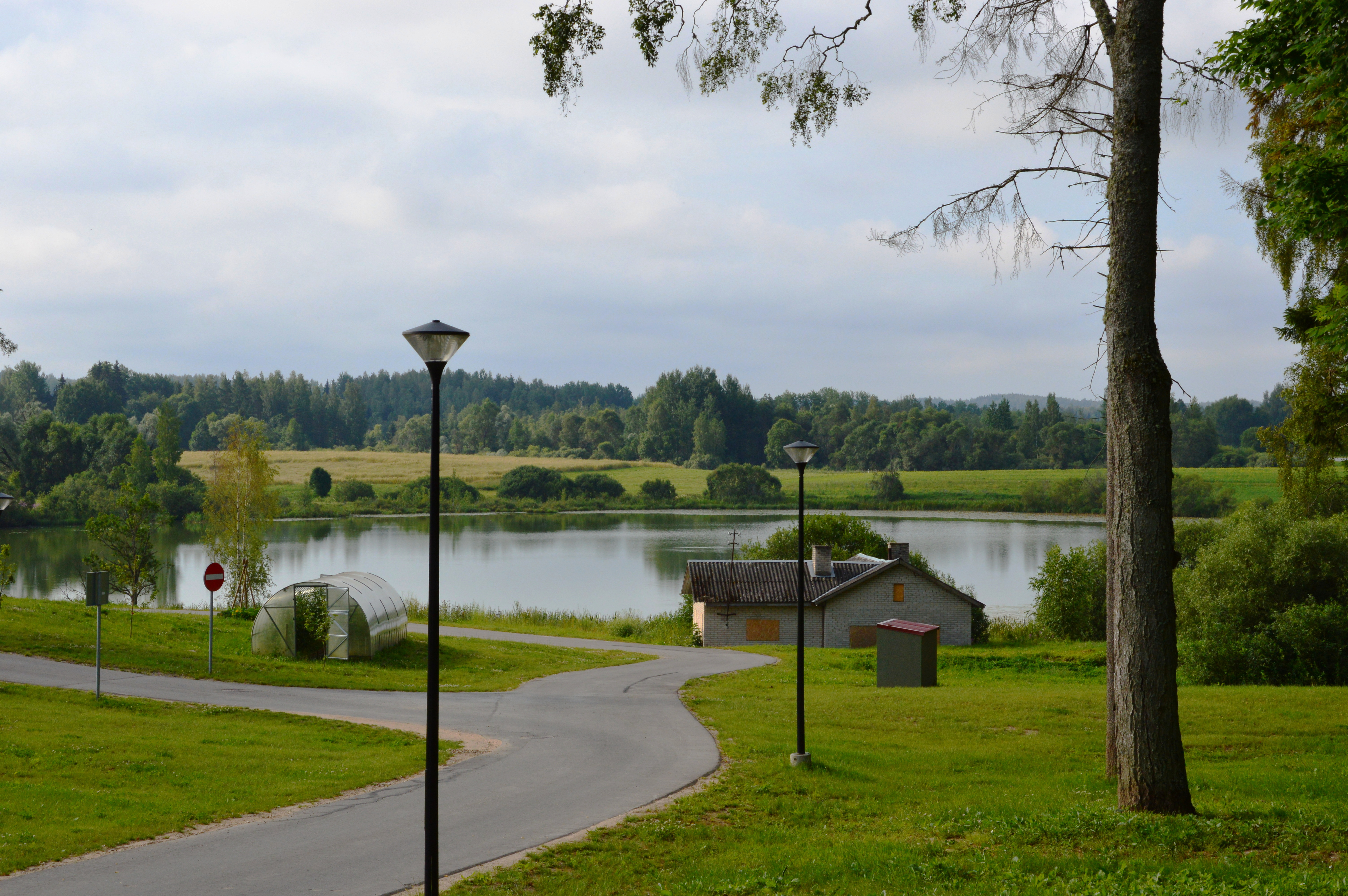
Озеро Кодиярв
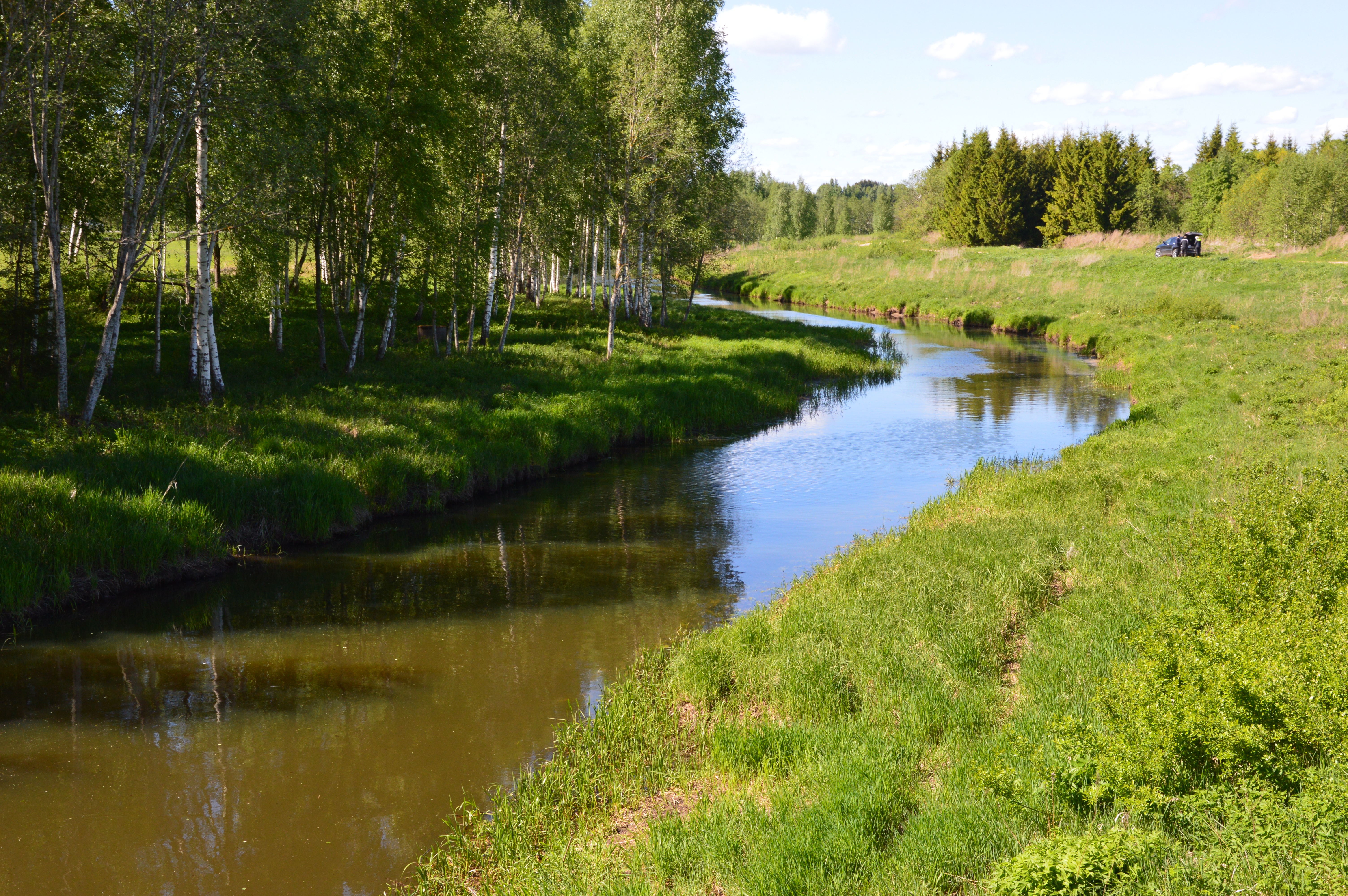
Река Порийыги